# 奇基穆拉省
奇基穆拉省 （Departamento de Chiquimula）是瓜地馬拉的一個省，位於該國東部。分別與宏都拉斯和薩爾瓦多接界。面積2,376平方公里，2002年人口302,485人。首府奇基穆拉。
下分11市。